# 최서연
최서연(1988년 4월 11일 ~ )는 대한민국의 뮤지컬 배우, 가수이다.

## 출연작

### 영화
- 《두근두근 내 인생》 (2014년) - 성형 택시녀 역

### 드라마
- 《펜트하우스》 (SBS, 2020년) - 권혜미 역
- 《마더》 (tvN, 2018년)
- 《공항 가는 길》 (KBS2, 2016년) - 이선영 역

### 뮤지컬
- 《햄릿》 - 오필리어 역
- 《몬테크리스토》 - 발렌타인 역
- 《베어 더 뮤지컬》 - 아이비 역
- 《유린타운》 - 리틀 샐리 역
- 《그리스》 - 샌디 역
- 《광화문연가2》 - 가을 역
- 《그날들》 -그녀 역
- 《록키호러쇼》 - 자넷 와이즈 역
- 《스위니토드》 - 조안나 역
- 《그날들》 - 그녀 역 (2023.7.12 ~ 2023.9.3 예술의전당 오페라극장)

### 연극
- 《쓰루더도어》 - 샬롯 역

## 음반
- 《하루》 (2017년)
- 《ROSE》 (2016년)

### OST
- 《레알스쿨 OST Part.2》 (2011년)
- 《황진이 OST》 (2006년)